# Johannes Erler (Bischof)
Johannes Erler, OFM (auch Johann Erler; Johann von Gardar; * in Moys bei Görlitz; † 1476 in Zittau) war Titularbischof von Gardar sowie Weihbischof in Meißen und in Breslau.

## Leben
Johannes Erler gehörte der Sächsischen Franziskanerprovinz an. Als Lizentiat der Theologie war Johannes Erler Pönitentiar an St. Peter in Rom. Am 12. Juli 1432 wurde er zum Titularbischof von Gardar auf Grönland und Weihbischof in Meißen ernannt. In seiner Lausitzer Heimat residierte er vermutlich in einem ordenseigenen Haus in Zittau. Von dort aus wurde wegen der Hussitenkriege seit 1421 das Erzbistum Prag durch vom Papst eingesetzte Administratoren verwaltet und von 1434 bis 1436 befand sich auch der Sitz des Prager Domkapitels in Zittau. Bis 1447 sind von Johannes Erler zahlreiche Pontifikalhandlungen sowie Diakon- und Priesterweihen im Bistum Meißen überliefert.
Nach dem Tod des Breslauer Weihbischofs Johann von Pannwitz 1446 ist Johannes Erler seit dem 9. August 1447 in Breslau belegt. Dort nahm er ebenfalls weihbischöfliche Handlungen vor. So verlieh er z. B. am 30. Mai 1447 zusammen mit dem Breslauer Bischof Konrad von Oels der Marienkapelle in der Patschkauer Pfarrkirche für die Hauptfeste des Jahres einen 40-tägigen Ablass. Nach dem Tod des Bischofs Konrad hielt er im Breslauer Dom die Exequien. Bei der Bischofsweihe des Nachfolgers Peter II. Nowag wirkte er am 22. Oktober 1447 als Mitkonsekrator. Ebenso am 12. Januar 1455 bei der Weihe des Olmützer Bischofs Bohuslaus von Zwole, der seine Weihe ebenfalls in Breslau erhielt.